# 후쿠라촌 (후쿠시마현)
후쿠라촌(福良村)은 후쿠시마현 아사카군에 설치되었던 촌이다. 1889년 4월 1일 성립하였으며, 1955년 3월 31일 후쿠라촌 등 5개 촌이 합병하여 고난촌이 신설되고 폐지되었다.

## 지리
- 고리야마시의 남서부, 구 고난촌의 서부가 후쿠라촌이 있던 곳이다.

## 역사
- 1889년 4월 1일 - 정촌제 시행에 의해 2촌이 합병해 아사카군 후쿠라촌이 성립하였다.
- 1955년 3월 31일 - 후쿠라촌 및 나카노촌, 미요촌, 쓰키가타촌, 아카쓰촌 등 5개 촌이 합병하여 고난촌이 신설되고, 후쿠라촌 등은 폐지되었다.

## 인구
- 1889년 2,084
- 1920년 2,461
- 1947년 3,051

## 참고 문헌
- 角川日本地名大辞典編纂委員会『角川日本地名大辞典 7 福島県』、角川書店、1981年 ISBN 4040010701
- 日本加除出版株式会社編集部『全国市町村名変遷総覧』、日本加除出版、2006年、ISBN 4817813180